# Île aux Coudres
Île aux Coudres – wyspa na południowym wschodzie kanadyjskiej prowincji Quebec. Leży na Rzece Świętego Wawrzyńca w regionie Capitale-Nationale, a jej obszar zajmuje gmina L'Isle-aux-Coudres.
Wyspa ma lekko wydłużony kształt, zorientowana jest na osi południowy zachód – północny wschód. Ma połączenie promowe z Saint-Joseph-de-la-Rive na lewym brzegu rzeki. Nazwa wyspy jest bardzo stara i została nadana 6 sierpnia 1535 przez Jacques'a Cartiera w formie „isle es Couldres”, przy czym słowo „couldre” oznaczało w ówczesnym francuskim leszczynę (dzisiaj mówi się na nią po francuski „noisetier”). Z czasem archaiczne słowo „couldres” uprościło się do dzisiejszego „coudres”. Po brytyjskim podboju Kanady wyspa była zaznaczana na mapach pod angielską nazwą Elbow Island (ang. „Wyspa Łokciowa”), co było błędnym tłumaczeniem francuskiej nazwy (po francusku łokieć to „coude”).